# Франк Борман
Франк Фредерик Борман II (на английски: Frank Frederick Borman II) е бивш американски астронавт, летял в космоса два пъти. Известен е най-вече като командир на Аполо 8, първия полет, влязъл в лунна орбита.

## Биография
Борман е роден на 14 март 1928 г. в Гери, Индиана. Получава бакалавърска степен от Американската военна академия през 1950 г. и получава магистърска степен по аерокосмическо инженерство от Калифорнийския технологичен институт 
Избран е за астронавт от НАСА през септември 1962 година.

## Полети
Франк Борман е летял в космоса като член на екипажа на следните мисии:
- Джемини 7 (4 декември 1965 – 18 декември 1965)

Командир е на екипажа, а пилот е Джеймс Ловел. Ф. Борман е вторият от петимата „командири-новобранци“. Продължителността на полета е 13 денонощия, 18 часа 35 минути, което е рекорд до 1 юни 1970 г. Осъществено е първото сближаване на два космически кораба. В програмата са включени редица медицински експерименти, както и сближаване с Джемини 6А. Двата кораба се сближават на разстояние от 90 до 0,3 м един от друг, осъществяват и радиовръзка помежду си. Полетът програма е изпълнена.
- Аполо 8 (21 декември 1968 – 27 декември 1968)

Екипажът е в състав: командир Ф. Борман, пилот на командния модул Д. Ловел и пилот на лунния модул Уилям Андерс. Корабът е първият, който напуска гравитационното поле на Земята, а екипажът е първия, който успява да види обратната страна на Луната. Това е първата пилотирана лунна орбитална мисия. Извършена е без лунен модул. Извършени са 10 обиколки около Луната. По време на обиколките екипажът прави много снимки и наблюдения на лунната повърхност и на евентуалните места за кацане на бъдещите мисии. Правят няколко телевизионни предавания на живо. На Бъдни вечер командирът Борман прочита първите 10 стиха от Битието по телевизията на Земята и пожелава на зрителите „Лека нощ, добър късмет, Весела Коледа и Бог да благослови всички вас – на всички вас от добрата земя“. Кацането е само на 2,6 км от предвидената точка. Продължителността на полета е 6 денонощия 3 часа.
| Космически полети на Франк Борман                                      | Космически полети на Франк Борман | Космически полети на Франк Борман | Космически полети на Франк Борман | Космически полети на Франк Борман  |
| №                                                                      | Дата                              | КК                                | Функции                           | Продължителност                    |
| ---------------------------------------------------------------------- | --------------------------------- | --------------------------------- | --------------------------------- | ---------------------------------- |
| 1                                                                      | 4 декември 1965                   | „Джемини 7“                       | Командир                          | 13 денонощия 18 часа 35 мин 1 сек. |
| 2                                                                      | 21 декември 1968                  | „Аполо 8“                         | Командир                          | 6 денонощия 3 часа 0 мин 42 сек.   |
| Сумарно време в космоса – 19 денонощия 21 часа 35 минути и 43 секунди. |                                   |                                   |                                   |                                    |

## Награди
На 1 октомври 1978 г., Франк Борман е награден от Конгреса на САЩ с Космически медал на честта – най-високото гражданско отличие за изключителни заслуги в областта на аерокосмическите изследвания.